# Threshold Odor Number
Threshold Odor Number (abgekürzt TON) ist eine quantitative Prüfung des Geruches von Trinkwasser nach DIN EN 1622. Hierzu wird die Probe solange mit geruchlosem Vergleichswasser verdünnt, bis der Geruch nicht mehr wahrnehmbar ist. Bei der Beurteilung geruchsbehafteten Wassers gemäß der bundesdeutschen Trinkwasserverordnung gilt als Grenzwert der Faktor 3 bei 23 °C Wassertemperatur.